# Aradu
Aradu (abchazsky Араду, gruzínsky არადუ) je vesnice v Abcházii v Okresu Očamčyra. Leží v nížině přibližně 7 km severně od okresního města Očamčyra na pobřeží Černého moře. Obec sousedí na západě s Tamší a s Labrou, na severu s Myku a Kvačarou, na východě s Markulou. Vesnice se nachází mezi koryty řek Cchenckar a Myku, jež se vlévají do Černého moře. Jižně od obce prochází hlavní silnice, spojující hlavní město Suchumi s Gruzií.

## Vesnický okrsek Aradu
Aradu je vesnické správní centrum s oficiálním názvem Vesnický okrsek Aradu (rusky Арадусская сельская администрация, abchazsky Араду ақыҭа ахадара). Za časů Sovětského svazu se okrsek jmenoval Aradusský selsovět (Арадусский сельсовет). Součástí vesnického okrsku Aradu jsou následující části:
- Aradu (Араду)

Vesnický okrsek Aradu

- Cagera / Duvjan / Duvjana (Цагера / Дәҩан / Дәҩана) – gruz. Cagera (ცაგერა)

## Dějiny
V 19. století bylo Aradu jednou z částí obce Myku. Poté, kdy se Abcházie stala součástí Sovětského svazu, bylo území současného vesnického okrsku přičleněno k různým okolním obcím, než byl nakonec ustanoven samostatný Aradusský selsovět. V časech stalinismu do Aradu přišlo gruzínské obyvatelstvo, jež založilo nedaleko obce vesnici Cagera, jež byla pojmenována dle jejich původu v kraji Lečchumi. Následovala další vlna přistěhovalců z Gruzie, jež doplnila existující megrelskou komunitu, která v obci žila už od začátku 20. století. V Aradu se Abchazové stali výraznou menšinou a velká část jich byla v průběhu sovětské éry gruzifikována. Hospodářství obce se orientovalo na zemědělství, zvláště na pěstování čaje.
Během války v Abcházii bylo Aradu ovládáno gruzínskými vládními jednotkami, avšak jakmile byli Gruzíni v září 1993 poraženi, opustila zemi naprostá většina obyvatel, z nichž téměř všichni byli Gruzínci. Následně se obcí prohnalo abchazské vojsko, jež srovnalo se zemí celou Cageru i všechna zařízení zdejších zemědělských podniků, a dále v Aradu domy, jež patřily Gruzíncům. V Aradu zůstalo po válce jen několik abchazských rodin a populace je v porovnání se stavem před válkou nadále malá.
Několik let po válce začalo Aradu i přes značný úbytek obyvatelstva ožívat a dočkalo se rekonstrukcí infrastruktury. Například v roce 2013 byla opravena silnice vedoucí od Aradu do Tchyny. Rozvinulo se pěstování ovoce a od roku 2016 i průmyslová výroba džemů, neboť zde vyrostla nová továrna na zpracování tohoto ovoce. Na začátku března 2020 byly Aradu a okolní obce dějištěm rozsáhlých požárů, jež vznikly vlivem neukázněného vypalování uschlé trávy zdejšími zemědělci.

## Obyvatelstvo
Dle nejnovějšího sčítání lidu z roku 2011 je počet obyvatel vesnického okrsku 253 a jejich složení je následovné:
- 239 Abchazů (94,5 %)
- 7 Gruzínců (2,8 %)
- 4 Rusové (1,6 %)
- 3 příslušníci ostatních národností (1,1 %)

V roce 1989, před válkou v Abcházii, žilo v Aradu 1871 obyvatel a v celém Aradusském selsovětu 2959 obyvatel.
V roce 1959 žilo v tomto selsovětu 3274 obyvatel.